# Ллойд-Джонс, Хью
Сэр Хью Ллойд-Джонс (англ. Peter Hugh Jefferd Lloyd-Jones; 21 сентября 1922, Сент-Питер-Порт — 5 октября 2009, Уэлсли, Массачусетс) — британский классицист-эллинист, эссеист. Королевский профессор греческого языка Оксфорда (эмерит), член Британской академии (1966) и Американского философского общества (1992). Назывался видным классицистом своего поколения, одним из ведущих филологов-эллинистов.

## Биография
Родился в семье военного.
Учился в Вестминстерской школе, уже тогда выделяясь своими лингвистическими способностями и памятью. Затем учился в Оксфорде — с перерывом на годы войны (с 1940 года), когда он, хорошо овладев японским языком, служил в Азии (куда вызвался добровольно, хотя имел возможность служить в тылу); окончил войну в звании капитана; окончил учёбу с отличием в 1948 году. Преподавал в Кембридже, состоял членом одного из колледжей которого.
В 1951(4?) году возвратился в Оксфорд.
В 1960-1989 годах Королевский профессор греческого языка Оксфорда, затем эмерит.
В 1969 году приглашённый профессор имени Сейдера в Калифорнийском университете в Беркли. Также был приглашённым профессором в Йеле (дважды), Чикаго и Гарварде.
В 1989 году удостоен рыцарства — при выходе в отставку с должности Королевского профессора. После выхода на пенсию проживал со второй супругой в Массачусетсе.
Среди его учеников Уэст.
Известный полемист, Ллойд-Джонс был участником многих научных споров.
В частной жизни был известен своим неполиткорректным критиканством, в частности по отношению к христианам, социалистам и пр.
Состоял членом пяти зарубежных академий. Почётный доктор ун-тов Чикаго, Тель-Авива, Гёттингена и Салоников.
Автор одной монографии (Justice of Zeus, 1971) и многих статей и рецензий, которые были выпущены при его жизни в трёх томах. Книги: Menandri Dyscolus (1960); The Justice of Zeus (1971); Blood for the Ghosts (1982); Classical Survivals (1982); (with P.J. Parsons) Supplementum Hellenisticum (1983); (with N.G. Wilson) Sophoclis Fabulae (1990); (with N.G. Wilson) Sophoclea (1990); Academic Papers I (Greek Epic, Lyric and Tragedy) and II (Greek Comedy, Hellenistic Literature, Greek Religion and Miscellanea) (1990); Greek in a Cold Climate (1991); Sophocles: Second Thoughts (1997).
В 1953-1981 годах женат первый раз (развелись), двое сыновей и дочь.
С 1982 года женат на М. Лефковиц.
Был любителем кошек, особенно сиамской породы.